# Ignacio Rodríguez
Ignacio „Nacho” Rodríguez Bahena (ur. 12 czerwca 1956 w Zacatepec de Hidalgo, zm. 19 maja 2025 tamże) – meksykański piłkarz występujący na pozycji bramkarza, następnie trener.

## Kariera klubowa
Rodríguez zawodową karierę rozpoczynał w 1976 w klubie CD Zacatepec z Primera División A. W 1978 awansował z nim do Primera División. W CD Zacatepec spędził pięć sezonów. W 1981 odszedł do beniaminka Primera División, Monarcas Morelia. Grał tam przez rok. W sumie wystąpił tam w 18 meczach. W 1982 przeniósł się do drużyny Atlante. W 1983 wygrał z nią rozgrywki Pucharu Mistrzów CONCACAF. W Atlante występował do 1989. Ostatnim klubem Rodrígueza był Tigres UANL, gdzie w 1994 zakończył karierę.

## Kariera reprezentacyjna
W reprezentacji Meksyku Rodríguez zadebiutował 18 marca 1980 w wygranym 1:0 towarzyskim meczu z Hondurasem. W 1986 został powołany do kadry narodowej na mistrzostwa świata. Nie zagrał jednak na nich w żadnym pojedynku. Z tamtego turnieju Meksyk odpadł w ćwierćfinale. W drużynie narodowej Rodríguez rozegrał w sumie 11 spotkań, wszystkie w 1980.

## Kariera trenerska
Podczas swojej kariery trenerskiej Rodríguez pracował jako asystent w klubach takich jak Necaxa, Correcaminos, Petroleros, Jaguares i Irapuato. W styczniu 2011 został pierwszym szkoleniowcem ostatniego z wymienionych klubów.